# Campeonato Mundial de Atletismo Júnior de 2012 - 200 m masculino
A prova dos 200 metros rasos masculino do Campeonato Mundial de Atletismo Júnior de 2012 ocorreu entre os dias 12 e 13 de julho, em Barcelona, na Espanha. 

## Recordes
Antes desta competição, os recordes mundiais e do campeonato nesta prova eram os seguintes:
|     | Nome        | Nacionalidade | Tempo | Local      | Data                |
| --- | ----------- | ------------- | ----- | ---------- | ------------------- |
| WJR | Usain Bolt  | Jamaica       | 19.93 | Devonshire | 11 de abril de 2004 |
| CR  | Andrew Howe | Itália        | 20.28 | Grosseto   | 16 de julho de 2004 |

## Medalhistas
| Ouro                  | Prata              | Bronze            |
| Delano Williams (TCA) | Aaron Ernest (USA) | Tyreek Hill (USA) |

## Cronograma
Todos os horários são locais (UTC+1).
| Data        | Hora  | Evento        |
| ----------- | ----- | ------------- |
| 12 de julho | 09:55 | Eliminatórias |
| 12 de julho | 19:00 | Semifinal     |
| 13 de julho | 21:30 | Final         |

## Resultados

### Eliminatórias
Qualificação: Os 2 primeiros de cada bateria (Q) e os 8 tempos mais rápidos (q). 
| Posição | Bateria | Raia | Atleta                 | Nacionalidade            | Tempo | Notas                |
| ------- | ------- | ---- | ---------------------- | ------------------------ | ----- | -------------------- |
| 1       | 6       | 5    | Delano Williams        | Turcas e Caicos          | 20.66 | Q                    |
| 2       | 8       | 5    | Julian Forte           | Jamaica                  | 20.76 | Q                    |
| 3       | 4       | 7    | David Bolarinwa        | Reino Unido              | 20.78 | Q                    |
| 4       | 4       | 9    | Teray Smith            | Bahamas                  | 20.79 | Q,                   |
| 5       | 1       | 8    | Zhenye Xie             | China                    | 20.86 | Q                    |
| 6       | 8       | 7    | Akiyuki Hashimoto      | Japão                    | 20.89 | Q,                   |
| 7       | 6       | 7    | Zharnel Hughes         | Anguila                  | 20.90 | Q,                   |
| 8       | 1       | 2    | Karol Zalewski         | Polónia                  | 20.95 | Q,                   |
| 9       | 4       | 3    | Marlon Laidlaw-Allen   | Canadá                   | 20.98 | q,                   |
| 10      | 2       | 5    | Aaron Ernest           | Estados Unidos           | 21.01 | Q                    |
| 11      | 5       | 9    | Siphelo Ngquboza       | África do Sul            | 21.04 | Q                    |
| 12      | 3       | 5    | Yoandys Lescay         | Cuba                     | 21.07 | Q                    |
| 13      | 2       | 7    | Aska Cambridge         | Japão                    | 21.10 | Q                    |
| 14      | 5       | 4    | Jereem Richards        | Trinidad e Tobago        | 21.12 | Q                    |
| 15      | 8       | 9    | Patrick Domogala       | Alemanha                 | 21.19 | q                    |
| 16      | 4       | 2    | Jonathan Farinha       | Trinidad e Tobago        | 21.19 | q                    |
| 17      | 1       | 9    | Cejhae Greene          | Antígua e Barbuda        | 21.20 | q                    |
| 18      | 6       | 2    | Michal Desensky        | Chéquia                  | 21.24 | q                    |
| 19      | 3       | 4    | Khalfani Muhammad      | Porto Rico               | 21.25 | Q                    |
| 20      | 7       | 7    | Tyreek Hill            | Estados Unidos           | 21.29 | Q                    |
| 21      | 6       | 3    | Josh Street            | Reino Unido              | 21.30 | q                    |
| 22      | 5       | 8    | Okeudo Jonathan Nmaju  | Nigéria                  | 21.31 | q,                   |
| 23      | 2       | 6    | Óscar Husillos         | Espanha                  | 21.33 | q,                   |
| 24      | 3       | 8    | Titus Kafunda          | Zâmbia                   | 21.34 |                      |
| 24      | 8       | 3    | Ken Romain             | França                   | 21.34 |                      |
| 26      | 7       | 3    | Solomon Afull          | Gana                     | 21.35 | Q                    |
| 27      | 3       | 9    | Mickael-Meba Zeze      | França                   | 21.36 |                      |
| 28      | 8       | 8    | Carlos Nascimento      | Portugal                 | 21.38 | Recorde pessoal      |
| 29      | 2       | 2    | Blake Bartlett         | Bahamas                  | 21.41 |                      |
| 30      | 3       | 2    | Drelan Bramwell        | Canadá                   | 21.46 |                      |
| 31      | 1       | 7    | Simon Schütz           | Alemanha                 | 21.47 |                      |
| 31      | 4       | 5    | Tykwendo Tracey        | Jamaica                  | 21.47 |                      |
| 33      | 1       | 8    | Jan Jirka              | Chéquia                  | 21.50 |                      |
| 33      | 1       | 5    | Hugh Donovan           | Austrália                | 21.50 |                      |
| 35      | 7       | 6    | Abdelghani Zghali      | Marrocos                 | 21.53 |                      |
| 36      | 2       | 3    | Tahir Walsh            | Antígua e Barbuda        | 21.57 |                      |
| 37      | 7       | 2    | Abdullah Ahmed Abkar   | Arábia Saudita           | 21.58 |                      |
| 37      | 5       | 8    | Jonathan Oliver Permal | Ilhas Maurícias          | 21.58 |                      |
| 37      | 7       | 8    | Marcus Lawler          | Irlanda                  | 21.58 |                      |
| 40      | 1       | 3    | Dumisani Bhebhe        | Zimbabwe                 | 21.61 | NJR                  |
| 41      | 5       | 5    | Leandro De Araújo      | Brasil                   | 21.62 |                      |
| 42      | 5       | 7    | Ilya Siratsiuk         | Bielorrússia             | 21.62 |                      |
| 43      | 2       | 8    | Ben Jaworski           | Austrália                | 21.65 |                      |
| 44      | 6       | 4    | Kyle Webb              | Bermudas                 | 21.71 |                      |
| 44      | 3       | 6    | Omri Harosh            | Israel                   | 21.71 |                      |
| 44      | 6       | 9    | Volodymyr Suprun       | Ucrânia                  | 21.71 |                      |
| 47      | 4       | 7    | Héctor Ruiz            | México                   | 21.80 |                      |
| 47      | 4       | 2    | Ali Hassan Al Jassim   | Catar                    | 21.80 |                      |
| 49      | 5       | 3    | Silvan Wicki           | Suíça                    | 21.81 |                      |
| 49      | 5       | 2    | Juan Carlos Alanis     | México                   | 21.81 |                      |
| 51      | 8       | 2    | Artur Bruno Rojas      | Bolívia                  | 21.92 |                      |
| 52      | 6       | 6    | Kim Jae-deok           | Coreia do Sul            | 21.96 | Recorde da temporada |
| 53      | 8       | 4    | Kodi Harman            | Nova Zelândia            | 21.98 | Recorde da temporada |
| 54      | 8       | 6    | Furkan Sen             | Turquia                  | 22.16 |                      |
| 55      | 3       | 3    | Luca Valbonesi         | Itália                   | 22.19 |                      |
| 56      | 7       | 9    | Riste Pandev           | Macedônia do Norte       | 22.22 | Recorde pessoal      |
| 57      | 4       | 7    | Jerai Torres           | Gibraltar                | 22.29 | Recorde pessoal      |
| 58      | 2       | 4    | Deandre Rawlins        | Ilhas Virgens Americanas | 22.73 |                      |
| 59      | 8       | 1    | Mahmoud Alloh          | Palestina                | 23.97 | Recorde pessoal      |
| 60      | 7       | 5    | Paul Dimalanta         | Guam                     | 23.98 | Recorde pessoal      |
| 61      | 1       | 4    | Thomas Farrugia        | Malta                    | 26.00 |                      |
|         | 6       | 8    | Eseosa Desalu          | Itália                   | DSQ   |                      |
|         | 7       | 1    | Bernardo Baloyes       | Colômbia                 | DNS   |                      |
|         | 2       | 9    | Mateo Edward           | Panamá                   | DNS   |                      |
|         | 7       | 4    | Rodrigo Rocha          | Brasil                   | DNS   |                      |
|         | 3       | 7    | Tamunotonye Briggs     | Nigéria                  | DNS   |                      |

### Semifinal
Qualificação: Os 2 primeiros de cada bateria (Q) e os 2 tempos mais rápidos (q). 
| Posição | Bateria | Raia | Atleta                | Nacionalidade     | Tempo | Notas |
| ------- | ------- | ---- | --------------------- | ----------------- | ----- | ----- |
| 1       | 1       | 5    | Julian Forte          | Jamaica           | 20.83 | Q     |
| 2       | 3       | 6    | David Bolarinwa       | Reino Unido       | 20.85 | Q     |
| 3       | 2       | 6    | Karol Zalewski        | Polónia           | 20.93 | Q,    |
| 4       | 2       | 4    | Delano Williams       | Turcas e Caicos   | 20.94 | Q     |
| 5       | 3       | 7    | Tyreek Hill           | Estados Unidos    | 21.00 | Q     |
| 6       | 1       | 7    | Aaron Ernest          | Estados Unidos    | 21.06 | Q     |
| 6       | 1       | 4    | Teray Smith           | Bahamas           | 21.06 | q     |
| 6       | 3       | 4    | Zhenye Xie            | China             | 21.06 | q     |
| 9       | 1       | 9    | Jereem Richards       | Trinidad e Tobago | 21.14 |       |
| 10      | 3       | 5    | Akiyuki Hashimoto     | Japão             | 21.20 |       |
| 11      | 2       | 9    | Aska Cambridge        | Japão             | 21.24 |       |
| 11      | 2       | 5    | Siphelo Ngquboza      | África do Sul     | 21.24 |       |
| 13      | 1       | 8    | Marlon Laidlaw-Allen  | Canadá            | 21.27 |       |
| 14      | 2       | 7    | Yoandys Lescay        | Cuba              | 21.27 |       |
| 15      | 1       | 3    | Josh Street           | Reino Unido       | 21.36 |       |
| 16      | 3       | 8    | Khalfani Muhammad     | Porto Rico        | 21.45 |       |
| 17      | 3       | 3    | Okeudo Jonathan Nmaju | Nigéria           | 21.46 |       |
| 18      | 3       | 2    | Michal Desensky       | Chéquia           | 21.57 |       |
| 19      | 2       | 8    | Patrick Domogala      | Alemanha          | 21.58 |       |
| 20      | 3       | 9    | Solomon Afull         | Gana              | 21.63 |       |
| 21      | 2       | 2    | Jonathan Farinha      | Trinidad e Tobago | 21.72 |       |
| 22      | 2       | 3    | Óscar Husillos        | Espanha           | 21.82 |       |
|         | 1       | 6    | Cejhae Greene         | Antígua e Barbuda | DNS   |       |
|         | 1       | 2    | Zharnel Hughes        | Anguila           | DNS   |       |

### Final
A prova final foi realizada no dia 13 de julho ás 21:30. 
| Posição           | Faixa | Atleta          | Nacionalidade   | Tempo | Notas           |
| ----------------- | ----- | --------------- | --------------- | ----- | --------------- |
| Medalha de ouro   | 6     | Delano Williams | Turcas e Caicos | 20.48 | NJR             |
| Medalha de prata  | 5     | Aaron Ernest    | Estados Unidos  | 20.53 | Recorde pessoal |
| Medalha de bronze | 4     | Tyreek Hill     | Estados Unidos  | 20.54 |                 |
| 4                 | 7     | Karol Zalewski  | Polónia         | 20.54 | NJR             |
| 5                 | 3     | Zhenye Xie      | China           | 20.66 |                 |
| 6                 | 9     | David Bolarinwa | Reino Unido     | 20.69 | Recorde pessoal |
| 7                 | 8     | Teray Smith     | Bahamas         | 20.99 |                 |
| 8                 | 2     | Julian Forte    | Jamaica         | 21.00 |                 |

Legenda
| Recorde mundial       | Recorde mundial (World record)               |                       | Recorde africano                      | Recorde africano (African) |                                           | Q | Classificado por posição (Qualified) |
| Recorde do campeonato | Recorde do campeonato (Championship record)  | Recorde da América    | Recorde da América (Americas)         | q                          | Classificado por melhor tempo (Qualified) |   |                                      |
| Melhor marca do ano   | Melhor marca do ano (World leading)          | Recorde asiático      | Recorde asiático (Asian)              | DNS                        | Não largou (Did not start)                |   |                                      |
| Recorde nacional      | Recorde nacional (National record)           | Recorde europeu       | Recorde europeu (European)            | DNF                        | Não terminou (Did not finish)             |   |                                      |
| Recorde pessoal       | Recorde pessoal do atleta (Personal best)    | Recorde da Oceania    | Recorde da Oceania (Oceania)          | DSQ / DQ                   | Desclassificado (Disqualified)            |   |                                      |
| Recorde da temporada  | Recorde da temporada do atleta (Season best) | Recorde sul-americano | Recorde sul-americano (South America) | NM                         | Sem marca (No mark)                       |   |                                      |